# Emiliani (cognome)
Emiliani è un cognome di lingua italiana.

## Varianti
D'Emilio, Emili, Emiliana, Emiliano, Emilio, Miani, Miano, Miglietti, Miglino, Miglio, Miglioli, Migliotti, Mijno, Milia, Miliani, Milio, Milliani.

## Origine e diffusione
Cognome tipicamente emiliano, è presente anche in Toscana.
Deriva dalla gens Aemilia, antica gens patrizia romana, e dai prenomi Emilio e Emiliano.
La variante Miliani è emiliana e toscana; Emili e Miani sono veneti; Miano e D'Emilio sono meridionali; Miglio è centro-settentrionale con prevalenza in Emilia-Romagna, Lombardia e Piemonte.

## Persone
- Andrea Emiliani (1931-2019) – storico dell'arte italiano
- Cesare Emiliani (1922-1995) – geologo italiano naturalizzato statunitense
- Francesco Emiliani (1838-1882) – esploratore italiano